# Люк Бембрідж
Люк Бембрідж (англ. Luke Bambridge; нар. 21 січня 1995) — колишній британський тенісист.
Найвищу одиночну позицію світового рейтингу — 481 місце досяг 9 травня 2016, парну — 41 місце — 27 травня 2019 року.
Здобув 3 парні титули.
Найвищим досягненням на турнірах Великого шолома був чвертьфінал в парному розряді.
Завершив кар'єру 2021 року.

## Фінали турнірів ATP за кар'єру

### Парний розряд: 9 (3–6)
| Легенда                                     |
| ------------------------------------------- |
| Турніри Великого шолома (0–0)               |
| Фінали Світового туру ATP (0–0)             |
| Серія Мастерс 1000 Світового Туру ATP (0–0) |
| Серія 500 Світового туру ATP (0–0)          |
| Серія 250 Світового туру ATP (3–6)          |

| Фінали за покриттям |
| ------------------- |
| Тверде (2–3)        |
| Ґрунт (0–3)         |
| Трава (1–0)         |

| Фінали за типом корту |
| --------------------- |
| Відкритий (2–5)       |
| Закритий (1–1)        |

| Результат | В-П | Дата     | Турнір                                    | Рівень    | Покриття   | Партнер           | Суперники                           | Рахунок          |
| --------- | --- | -------- | ----------------------------------------- | --------- | ---------- | ----------------- | ----------------------------------- | ---------------- |
| Перемога  | 1–0 | Чер 2018 | Eastbourne International, Велика Британія | Серія 250 | Трава      | Джонні О'Мара     | Кен Скупскі Ніл Скупскі             | 7–5, 6–4         |
| Перемога  | 2–0 | Жов 2018 | Stockholm Open, Швеція                    | Серія 250 | Тверде (i) | Джонні О'Мара     | Маркус Даніелл Веслі Колгоф         | 7–5, 7–6(10–8)   |
| Поразка   | 2–1 | Січ 2019 | Maharashtra Open, Індія                   | Серія 250 | Тверде     | Джонні О'Мара     | Роган Бопанна Дівідж Шаран          | 3–6, 4–6         |
| Поразка   | 2–2 | Бер 2019 | Brasil Open, Бразилія                     | Серія 250 | Ґрунт (i)  | Джонні О'Мара     | Федеріко Дельбоніс Максімо Гонсалес | 4–6, 3–6         |
| Поразка   | 2–3 | Тра 2019 | Estoril Open, Португалія                  | Серія 250 | Ґрунт      | Джонні О'Мара     | Жеремі Шарді Фабріс Мартен          | 5–7, 6–7(3–7)    |
| Поразка   | 2–4 | Січ 2020 | Qatar ExxonMobil Open, Катар              | Серія 250 | Тверде     | Сантьяго Гонсалес | Роган Бопанна Веслі Колгоф          | 6–3, 2–6, [6–10] |
| Перемога  | 3–4 | Січ 2020 | ATP Auckland Open, Нова Зеландія          | Серія 250 | Тверде     | Бен Маклахлан     | Маркус Даніелл Філіпп Освальд       | 7–6(7–3), 6–3    |
| Поразка   | 3–5 | Лют 2020 | Delray Beach Open, США                    | Серія 250 | Тверде     | Бен Маклахлан     | Боб Браян Майк Браян                | 6–3, 5–7, [5–10] |
| Поразка   | 3–6 | Тра 2021 | Estoril Open, Португалія                  | Серія 250 | Ґрунт      | Домінік Інглот    | Юго Нис Тім Пюц                     | 5–7, 6–3, [3–10] |

## ITF Career finals

### Одиночний розряд: 7 (1–6)
| Легенда (одиночний розряд) |
| -------------------------- |
| Челленджери (0–0)          |
| Ф'ючерс (1–6)              |

| Результат | В-П | Дата     | Турнір                      | Рівень  | Покриття   | Суперник            | Рахунок       |
| --------- | --- | -------- | --------------------------- | ------- | ---------- | ------------------- | ------------- |
| Поразка   | 0–1 | Лис 2013 | Греція F19, Іракліон        | Ф'ючерс | Тверде     | Олівер Голдінг      | 6–1, 2–6, 3–6 |
| Поразка   | 0–2 | Кві 2014 | Велика Британія F9, Борнмут | Ф'ючерс | Ґрунт      | Лієм Броді          | 5–7, 2–6      |
| Поразка   | 0–3 | Жов 2015 | Туреччина F39, Анталія      | Ф'ючерс | Тверде     | Лієм Броді          | 5–7, 3–6      |
| Перемога  | 1–3 | Гру 2015 | Катар F4, Доха              | Ф'ючерс | Тверде     | Домінік Келловський | 6–2, 3–6, 6–1 |
| Поразка   | 1–4 | Гру 2015 | Катар F6, Doha              | Ф'ючерс | Тверде     | Йоріс Де Лор        | 3–6, 3–6      |
| Поразка   | 1–5 | Жов 2016 | США F32, Гарлінген          | Ф'ючерс | Тверде     | Домінік Кепфер      | 4–6, 4–6      |
| Поразка   | 1–6 | Лис 2017 | США F38, Колумбус           | Ф'ючерс | Тверде (i) | Александер Ворд     | 4–6, 4–6      |

### Парний розряд: 56 (27–29)
| Легенда (парний розряд)   |
| ------------------------- |
| Тур ATP Челленджер (7–10) |
| Тур ITF Ф'ючерс (20–19)   |

| Титули за покриттям |
| ------------------- |
| Тверде (23–25)      |
| Ґрунт (3–4)         |
| Трава (1–0)         |
| Килим (0–0)         |

| Результат | В-П   | Дата     | Турнір                                 | Рівень     | Покриття   | Партнер             | Суперники                                  | Рахунок                 |
| --------- | ----- | -------- | -------------------------------------- | ---------- | ---------- | ------------------- | ------------------------------------------ | ----------------------- |
| Перемога  | 1–0   | Тра 2013 | Велика Британія F11, Ньюкасл-апон-Тайн | Ф'ючерс    | Ґрунт      | Кемерон Норрі       | Скотт Клейтон Тобі Мартін                  | 6–0, 4–6, [10–3]        |
| Перемога  | 2–0   | Жов 2013 | Ізраїль F14, Рамат-га-Шарон            | Ф'ючерс    | Тверде     | Еван Гойт           | Лієм Броді Джошуа Ворд-Гібберт             | 7–6(7–5), 7–6(7–4)      |
| Перемога  | 3–0   | Лис 2013 | Велика Британія F23, Едбагстон         | Ф'ючерс    | Тверде (i) | Джордж Морґан       | Скотт Клейтон Джонні О'Мара                | 7–5, 4–6, [10–7]        |
| Поразка   | 3–1   | Лис 2013 | Греція F18, Іракліон                   | Ф'ючерс    | Тверде     | Олівер Голдінг      | Марко Джокович Карлос Гомес-Еррера         | 1–6, 7–6(7–3), [11–13]  |
| Перемога  | 4–1   | Лис 2013 | Греція F19, Іракліон                   | Ф'ючерс    | Тверде     | Олівер Голдінг      | Андреас Міс Оскар Отте                     | 6–3, 7–5                |
| Поразка   | 4–2   | Гру 2013 | Катар F3, Доха                         | Ф'ючерс    | Тверде     | Еван Гойт           | Адам Хадай Домінік Шульц                   | 6–1, 6–7(4–7), [4–10]   |
| Поразка   | 4–3   | Лют 2014 | Велика Британія F4, Віррал             | Ф'ючерс    | Тверде (i) | Росс Гатчінс        | Едвард Коррі Денієл Сметгерст              | 7–5, 6–7(6–8), [6–10]   |
| Перемога  | 5–3   | Бер 2014 | Велика Британія F6, Шрусбері           | Ф'ючерс    | Тверде (i) | Тобі Мартін         | Ісак Арвідссон Мікке Контінен              | 6–3, 6–4                |
| Перемога  | 6–3   | Бер 2014 | Велика Британія F7, Престон            | Ф'ючерс    | Тверде (i) | Лієм Броді          | Фредерік Нільсен Джошуа Ворд-Гібберт       | 6–4, 6–4                |
| Поразка   | 6–4   | Кві 2014 | Катар F2, Doha                         | Ф'ючерс    | Тверде     | Антуан Беннето      | Чжень Ді Руан Рулофсе                      | 4–6, 3–6                |
| Поразка   | 6–5   | Чер 2014 | США F16, Баффало                       | Ф'ючерс    | Ґрунт      | Лієм Броді          | Жан-Їв Обон Коннор Сміт                    | 3–6, 6–2, [6–10]        |
| Поразка   | 6–6   | Чер 2014 | США F18, Рочестер                      | Ф'ючерс    | Ґрунт      | Лієм Броді          | Денієл Нґуєн Коннор Сміт                   | 3–6, 3–6                |
| Перемога  | 7–6   | Лип 2014 | США F19, Піттсбург                     | Ф'ючерс    | Ґрунт      | Лієм Броді          | Ґонзалес Остін Квінтон Веґа                | 7–5, 6–4                |
| Перемога  | 8–6   | Лип 2014 | США F20, Талса                         | Ф'ючерс    | Тверде     | Лієм Броді          | Даніель Гарса Рауль Ісаяс Росас Сарур      | 6–4, 5–2, ret.          |
| Перемога  | 9–6   | Лип 2014 | США F21, Годфрі                        | Ф'ючерс    | Тверде     | Лієм Броді          | Бретт Кларк Ронні Шнайдер                  | 6–3, 6–2                |
| Перемога  | 10–6  | Сер 2014 | США F22, Декейтер                      | Ф'ючерс    | Тверде     | Лієм Броді          | Скотт Клейтон Тобі Мартін                  | 5–7, 6–2, [10–7]        |
| Поразка   | 10–7  | Вер 2014 | Велика Британія F16, Рексем            | Ф'ючерс    | Тверде     | Лієм Броді          | Едвард Коррі Девід Райс                    | 7–6(7–3), 4–6, [8–10]   |
| Перемога  | 11–7  | Вер 2014 | Португалія F7, Каштелу-Бранку          | Ф'ючерс    | Тверде     | Джошуа Ворд-Гібберт | Іван Аренас Гуальда Хайме Пульгар Гарсія   | 7–6(7–0), 6–4           |
| Поразка   | 11–8  | Січ 2015 | Велика Британія F1, Шеффілд            | Ф'ючерс    | Тверде (i) | Ендрю Беттлз        | Ісак Арвідссон Мікке Контінен              | 4–6, 7–5, [6–10]        |
| Перемога  | 12–8  | Бер 2015 | Велика Британія F5, Shrewsbury         | Ф'ючерс    | Тверде (i) | Скотт Клейтон       | Шон Торнлі Маркус Вілліс                   | 7–6(7–3), 6–4           |
| Поразка   | 12–9  | Жов 2015 | Єгипет F35, Шарм-еш-Шейх               | Ф'ючерс    | Тверде     | Річард Ґабб         | Карім-Мохамед Маамун Шеріф Сабрі           | 4–6, 6–4, [6–10]        |
| Поразка   | 12–10 | Жов 2015 | Єгипет F36, Шарм-еш-Шейх               | Ф'ючерс    | Тверде     | Річард Ґабб         | Андре Гашпар Мурта Фредерік Феррейра-Сілва | 6–7(4–7), 3–6           |
| Перемога  | 13–10 | Лис 2015 | Єгипет F37, Шарм-еш-Шейх               | Ф'ючерс    | Тверде     | Річард Ґабб         | Енріко Далла Валле Джуліан Оклеппо         | 7–6(7–3), 6–4           |
| Поразка   | 13–11 | Гру 2015 | Катар F4, Doha                         | Ф'ючерс    | Тверде     | Каїті Утіда         | Йоріс Де Лор Лоранс Вербовен               | 4–6, 6–3, [7–10]        |
| Поразка   | 13–12 | Гру 2015 | Катар F5, Doha                         | Ф'ючерс    | Тверде     | Матс Морайнґ        | Йоріс Де Лоре Міхаель Ґертс                | 5–7, 3–6                |
| Поразка   | 13–13 | Гру 2015 | Катар F6, Doha                         | Ф'ючерс    | Тверде     | Матс Морайнґ        | Хаадін Бава Ван Аосюн                      | 2–6, 6–3, [3–10]        |
| Поразка   | 13–14 | Бер 2016 | Канада F2, Шербрук                     | Ф'ючерс    | Тверде (i) | Лієм Броді          | Кейт-Патрік Кроулі Макс Шнур               | 6–3, 6–7(3–7), [6–10]   |
| Перемога  | 14–14 | Кві 2016 | США F12, Мемфіс                        | Ф'ючерс    | Тверде     | Даррен Волш         | Даніель Гарса Тігре Анк                    | 6–1, 6–2                |
| Перемога  | 15–14 | Тра 2016 | Mexica F1, Кордова                     | Ф'ючерс    | Тверде     | Фарріс Фатхі Ґосея  | Маурісіо Асторга Мануель Санчес            | 7–6(7–3), 7–6(7–2)      |
| Поразка   | 15–15 | Лип 2016 | США F25, Едвардсвілл                   | Ф'ючерс    | Тверде     | Марк Полменс        | Коннор Сміт Джексон Вітроу                 | 3–6, 2–6                |
| Перемога  | 16–15 | Жов 2016 | США F32, Гарлінген                     | Ф'ючерс    | Тверде     | Еван Кінґ           | Джон Мак-Наллі Еван Чжу                    | 6–4, 6–4                |
| Поразка   | 16–16 | Лис 2016 | Шампейн, США                           | Челленджер | Тверде (i) | Лієм Броді          | Остін Крайчек Тенніс Сендгрен              | 6–7(4–7), 6–7(2–7)      |
| Поразка   | 16–17 | Лис 2016 | Колумбус, США                          | Челленджер | Тверде (i) | Кемерон Норрі       | Девід О'Гейр Джо Солсбері                  | 3–6, 4–6                |
| Поразка   | 16–18 | Січ 2017 | США F1, Лос-Анджелес                   | Ф'ючерс    | Тверде     | Джо Салісбері       | Яннік Ганфманн Роберто Кірос               | 6–3, 4–6, [8–10]        |
| Поразка   | 16–19 | Січ 2017 | США F2, Лонг-Біч                       | Ф'ючерс    | Тверде     | Джо Салісбері       | Аустін Крайчек Джексон Вітроу              | 3–6, 6–3, [8–10]        |
| Перемога  | 17–19 | Кві 2017 | США F13, Літл-Рок                      | Ф'ючерс    | Тверде     | Ґевін ван Пеперзіл  | Філіп Бестер Анте Павич                    | 2–6, 6–3, [11–9]        |
| Поразка   | 17–20 | Тра 2017 | Саванна, США                           | Челленджер | Ґрунт      | Мітчелл Крюґер      | Пітер Поланскі Ніл Скупскі                 | 6–4, 3–6, [1–10]        |
| Перемога  | 18–20 | Лип 2017 | США F23, Вічита                        | Ф'ючерс    | Тверде     | Девід О'Гейр        | Нейтан Понвіт Джон Гаррісон Річмонд        | 6–0, 6–3                |
| Перемога  | 19–20 | Лип 2017 | Вінніпег, Канада                       | Челленджер | Тверде     | Девід О'Гейр        | Йосуке Такахасі Рента Токуда               | 6–2, 6–2                |
| Поразка   | 19–21 | Вер 2017 | Колумбус, США                          | Челленджер | Тверде (i) | Девід О'Гейр        | Домінік Кепфер Деніс Кудла                 | 6–7(6–8), 6–7(3–7)      |
| Перемога  | 20–21 | Жов 2017 | Ферфілд, США                           | Челленджер | Тверде     | Девід О'Гейр        | Акрам Ель Саллалі Бернарду Олівейра        | 6–4, 6–2                |
| Поразка   | 20–22 | Лис 2017 | США F38, Колумбус                      | Ф'ючерс    | Тверде (i) | Едвард Коррі        | Ганс Гах Вердуґо Луїс Давід Мартінес       | 6–3, 6–7(2–7), [7–10]   |
| Поразка   | 20–23 | Січ 2018 | США F1, Лос-Анджелес                   | Ф'ючерс    | Тверде     | Ганс Гах Вердуґо    | Мартін Редліцкі Karue Sell                 | 4–6, 3–6                |
| Перемога  | 21–23 | Січ 2018 | США F2, Long Beach                     | Ф'ючерс    | Тверде     | Ганс Гах Вердуґо    | Коллін Алтамірано Олександр Лебедєв        | 6–3, 6–2                |
| Поразка   | 21–24 | Лют 2018 | Сан-Франциско, США                     | Челленджер | Тверде (i) | Джо Салісбері       | Марсело Аревало Роберто Майтін             | 3–6, 7–6(5–7), [7–10]   |
| Перемога  | 22–24 | Бер 2018 | Канада F2, Sherbrooke                  | Ф'ючерс    | Тверде (i) | Джо Салісбері       | Адрієн Боссель Йоріс Де Лоре               | 6–3, 7–5                |
| Поразка   | 22–25 | Бер 2018 | Сен-Бріє, Франція                      | Челленджер | Тверде (i) | Джо Салісбері       | Сандер Арендс Трістан-Замуель Вайсборн     | 6–4, 1–6, [7–10]        |
| Поразка   | 22–26 | Кві 2018 | Мехіко, Мексика                        | Челленджер | Ґрунт      | Джонні О'Мара       | Яннік Ганфманн Кевін Кравіц                | 2–6, 6–7(3–7)           |
| Перемога  | 23–26 | Тра 2018 | Savannah, США                          | Челленджер | Ґрунт      | Акіра Сантіллан     | Енріке Лопес Перес Джіван Недунчежіян      | 6–2, 6–2                |
| Поразка   | 23–27 | Тра 2018 | Лафборо, Велика Британія               | Челленджер | Тверде (i) | Джонні О'Мара       | Фредерік Нільсен Джо Салісбері             | 6–3, 3–6, [4–10]        |
| Перемога  | 24–27 | Чер 2018 | Сербітон, Велика Британія              | Челленджер | Трава      | Джонні О'Мара       | Кен Скупскі Ніл Скупскі                    | 7–6(13–11), 4–6, [10–7] |
| Перемога  | 25–27 | Сер 2018 | Ванкувер, Канада                       | Челленджер | Тверде     | Ніл Скупскі         | Марк Полменс Макс Перселл                  | 4–6, 6–3, [10–6]        |
| Перемога  | 26–27 | Вер 2018 | Чикаго, США                            | Челленджер | Тверде     | Ніл Скупскі         | Леандер Паес Мігель Ангел Реєс-Варела      | 6–3, 6–4                |
| Перемога  | 27–27 | Вер 2018 | Орлеан, Франція                        | Челленджер | Тверде (i) | Джонні О'Мара       | Яннік Маден Трістан-Замуель Вайсборн       | 6–2, 6–4                |
| Поразка   | 27–28 | Кві 2019 | Сарасота, США                          | Челленджер | Ґрунт      | Джонні О'Мара       | Мартін Куевас Паоло Лоренці                | 6–7(5–7), 6–7(6–8)      |
| Поразка   | 27–29 | Лис 2020 | Кері, США                              | Челленджер | Тверде     | Натаніел Ламмонс    | Теймураз Габашвілі Денис Новіков           | 5-7, 6-4, [8-10]        |

## Досягнення в парному розряді
| W | Ф | ПФ | ЧФ | #Р | КТ | К# | DNQ | A | NH |

Оновлено після завершення Відкритий чемпіонат США з тенісу 2021.
| Турнір                                 | 2013 | 2014 | 2015 | 2016 | 2017 | 2018 | 2019  | 2020  | 2021  | SR     | В-П   |
| -------------------------------------- | ---- | ---- | ---- | ---- | ---- | ---- | ----- | ----- | ----- | ------ | ----- |
| Турніри Великого шлему                 |      |      |      |      |      |      |       |       |       |        |       |
| Відкритий чемпіонат Австралії з тенісу |      |      |      |      |      |      | 2р    | 1р    | 2р    | 0 / 3  | 2–3   |
| Відкритий чемпіонат Франції з тенісу   |      |      |      |      |      |      | 1р    | 1р    | 1р    | 0 / 3  | 0–3   |
| Вімблдонський турнір                   |      |      | 1р   |      | К1р  | 1р   | 1р    | NH    | 2р    | 0 / 4  | 1–4   |
| Відкритий чемпіонат США з тенісу       |      |      |      |      |      | 1р   | ЧФ    | 1р    | 1р    | 0 / 4  | 3–4   |
| В-П                                    | 0–0  | 0–0  | 0–1  | 0–0  | 0–0  | 0–2  | 4–4   | 0–3   | 2–4   | 0 / 14 | 6–14  |
| Загальна статистика                    |      |      |      |      |      |      |       |       |       |        |       |
| Турніри                                | 0    | 0    | 1    | 0    | 0    | 8    | 23    | 12    | 16    | 60     | 60    |
| Титули                                 | 0    | 0    | 0    | 0    | 0    | 2    | 0     | 1     | 0     | 3      | 3     |
| Фінали                                 | 0    | 0    | 0    | 0    | 0    | 2    | 3     | 3     | 1     | 9      | 9     |
| В-П                                    | 0–0  | 0–0  | 0–1  | 0–0  | 0–0  | 9–6  | 24–23 | 11–12 | 14–15 | 58–56  | 58–56 |
| Рейтинг на кінець року                 | 489  | 303  | 280  | 218  | 139  | 56   | 51    | 62    | 73    |        |       |